# Ernst von Dombrowski (Künstler)
Ernst von Dombrowski (* 12. September 1896 in Emmersdorf an der Donau, Österreich-Ungarn; † 14. Juli 1985 in Siegsdorf, Bayern) war ein österreichischer Autor, Xylograph und Illustrator.

## Leben
Ernst von Dombrowski studierte an der Landeskunstschule Graz bei Alfred von Schrötter. Er war dennoch zeitlebens Autodidakt ohne akademische Ausbildung. Er arbeitete in den 1920er Jahren für verschiedene Auftraggeber, schuf sakrale Malerarbeiten. Einige seiner Arbeiten entsprachen später nicht dem Kunstgeschmack der Nazis, und obwohl Dombrowski 1932 zur nationalsozialistischen Bewegung in der Steiermark gestoßen war wurden 1937  in der Nazi-Aktion „Entartete Kunst“ vier Grafiken aus der Deutschen Graphikschau in Görlitz beschlagnahmt und vernichtet.
Dombrowski trat zum 18. Mai 1932 der NSDAP bei (Mitgliedsnummer 1.084.763), war 1934/35 Leiter des illegalen nationalsozialistischen Gaukulturamtes in der so genannten Kampfzeit (in Österreich die Zeitspanne vom Betätigungsverbot der NSDAP im Juni 1933 bis zum Anschluss 1938) und wurde nach der NS-Machtübernahme kommissarischer Leiter der Reichskulturkammer der Bildenden Künste in der Steiermark.  Die Reichskulturkammer war "ein Instrument zur Ausschaltung politischer Gegner oder missliebiger Personen, da die Mitgliedschaft in der zuständigen Einzelkammer Voraussetzung für die Berufsausübung im jeweiligen kulturellen Bereich war."
Nach eigenen Angaben nahm Dombrowski am nationalsozialistischen Putsch 1934 in Schladming teil. 1938 plädierte er für eine grundlegende Umstrukturierung der bildenden Künste im Deutschen Reich und die Schaffung von nationalsozialistischen Landkommunen für künstlerische Erziehung.
Obwohl er nicht zum näheren Bewerberkreis gehörte, wurde er zu einer Professur an die Akademie für angewandte Kunst in München berufen. Diese hatte er von 1938 bis 1945 inne. Trotz mehrjährigem Kampfeinsatz an der Ostfront gelang ihm ein intensives Schaffen zahlreicher chauvinistischer und kriegspropagandistischer Werke – teilweise auch zu antisemitischen Texten. Er stellte in allen großen Deutschen Kunstausstellungen aus. Für den Reichsführer SS, Heinrich Himmler, fertigte er einen
Stich mit eigener Unterschrift an. In den kriegspropagandistischen Roman "Landser, Tod und Teufel", dem Oberkommando des Heeres gewidmet, ließ er sich als literarische Figur Oberleutnant Prof. Dombrowski einarbeiten.
Nach zweijähriger Internierung durch die Amerikaner und einer problemlosen Entnazifizierung in Traunstein als Mitläufer entschied er sich für eine Gemeinde in Bayern als zweite Heimat, fand schnell wieder ein Publikum und erreichte höhere Auflagen. In der letzten Lebensperiode trat er ebenfalls als Autor in Erscheinung. 1933 illustrierte er Franz Karl Ginzkeys Hatschi Bratschis Luftballon, und in den 50er Jahren fing er an seine eigene Kindergeschichten auszugeben.
Er war Ideengeber und aktiver Mitarbeiter bei der Publikation "Herzhafter Hauskalender" der Stiftung Soziales Friedenswerk, die NS-Belastete und deren Angehörige betreute, versorgte und verteidigte. Außerdem betätigte sich Dombrowski als Referent für das rechtsextremistische Deutsche Kulturwerk Europäischen Geistes und kooperierte künstlerisch mit zahlreichen NS-belasteten Kollegen wie Heinrich Zillich, Erna Blaas, Karl Springenschmid, Natalie Beer oder Gerhard Schumann. 1976 nahm er den Preis "Dichterstein-Schild" des rechtsextremen Vereins Dichterstein Offenhausen in Offenhausen (Österreich) entgegen, welcher wegen nationalsozialistischer Wiederbetätigung nach vielen Jahren der Proteste 1999 verboten wurde.
Trotz seiner Verstrickungen mit dem Nationalsozialismus und seiner rechtsextremen Verbindungen in der Nachkriegszeit wurde er mehrfach ausgezeichnet, u. a. mit dem Goldenen Ehrenzeichen der Republik Österreich.

## Werke

### Holzstich-Zyklen
- Der Bauernkrieg. 1935. 12 Blatt als Mappenwerk/Zyklus (Verkaufskatalog Franz Leuwer, Kunsthandlung, Bremen, Propaganda-Kunstheft).
- Bedeutende Männer der Geschichte. 12 Graphiken mit Sprüchen von Prinz Eugen über Adolf Hitler zu Immanuel Kant und Heinrich Himmler – zunächst Einzelverkauf mit dem Hinweis auf Erstellung eines Mappenwerkes mit 20 Bildnissen (Verkaufskatalog Franz Leuwer Kunsthandlung, Bremen, Propaganda-Kunstheft).
- Spruchbilder für das deutsche Heim. 23 Spruchbilder ungerahmt und gerahmt (Verkaufskatalog Franz Leuwer, Kunsthandlung, Bremen, Propaganda-Kunstheft).
- Troubadourgeschichten. 1940.
- Und es begab sich. 1953.

### Bücher, Zeitschriften
- Gerhard Ramlow (Illustrationen): Nordmänner im neuen Land. Eine Wikingerfahrt nach Amerika. Rudolf Schneider Verlag, Reichenau 1936, OCLC 721112880.
- Rudolf Ramlow (Illustrationen): Die Legionen kommen, Erzählung. Rudolf Schneider Verlag, Reichenau 1936, OCLC 254640853.
- Paul Alverdes und Karl Benno von Mechow, (Aufsatz): Das Innere Reich, Verlag Albert Langen, München August 1937, S. 570–578.
- Die zeitgemässe Schrift. (Illustrationen): Heft 47, Verlag für Schriftkunde, Heintze & Blanckertz, 1938.
- Magazin JUGEND (Illustrationen): München, Stadt der Deutschen Kunst, Nr. 1, S. 3–4, 1939.
- Von der Saar bis an die Mosel. Marsch und Kampf einer Infanteriedivision im Westen, (Illustrationen) Zentralverlag der NSDAP, Franz Eher Nachfolger, München.
- Hans Wiedmann (Illustration): Landser, Tod und Teufel, dem deutschen Jungen vom Oberkommando des Heeres, R. Piper&Co Verlag, München 1943.
- Herzhafter Soldatenkalender (Illustrationen) – Gesellschaft der Bibliophilen Weimar, Druck Hauserpresse, Hans Schäfer Frankfurt am Main, 1944.
- Ernst von Dombrowski (Illustration): König Heinrich I., Serie Köpfe großer Deutscher, für Reichsführer SS Himmler, Neue Galerie Graz Universalmuseum Joanneum, 1940.
- Die Jungenschaft. Blätter für Heimabendgestaltung im Deutschen Jungvolk. Ausgabe A, 22. März 1939, Druck Wilhelm Limpert, Berlin: Cover Andreas Hofer kämpft für seine Heimat (1938).[19]
- Friedrich Zöpfl (Illustrationen): Das Reich als Schicksal und Tat, Herder und Co GmbH Verlagsbuchhandlung, 1937.
- Verkaufskatalog Franz Leuwer, Kunsthandlung Bremen (Illustrationen): 18 Graphiken, 1939–1942.
- Ernst von Dombrowski (Plakat) Lamprechtshausener Weihespiel, Steiermärkisches Landesarchiv, 1938.
- Ernst von Dombrowski (Illustrationen), Serie Bauernkrieg, Neue Galerie Graz-Universalmuseum Joanneum, 1935.
- Weihnacht (Illustrationen), Weihnachtsgabe für die SS Familie, Herausgeber: der Reichsführer SS, SS-Hauptamt, 1942.
- Das heimliche Haus (Illustrationen), Hans Baumann, Zentralverlag der NSDAP, Franz Eher Nachf., München, 1940.
- Die grauen Hefte der Armee Busch (Illustrationen): Heft 25, Stähle und Friedel, (um 1942).
- Hausbuch der deutschen Jugend, Junge Generationen Verlag Berlin (Illustrationen), dem Jugendführer des deutschen Reiches Baldur von Schirach gewidmet, 1940.
- Hermann Löns, Ein soldatisches Vermächtnis (Illustrationen), Ahnenerbe Stiftungs-Verlag, Berlin-Dahlem, 1939.
- Soldat und Staatsmann (Illustrationen), der Aufgang des reiches Heinrich I, Nibelungen Verlag Berlin-Leipzig, 1940.
- Franz Karl Ginzkey (Illustrationen): Hatschi Bratschis Luftballon. Eine Dichtung für Kinder von Franz Karl Ginzkey. Mit vielen Bildern von Ernst Dombrowski. Anton Pustet, Salzburg 1933, OBV.
- Eva Schäfer-Luther (Ill.): Wer will unter die Soldaten. Text von Eva Schäfer-Luther. Bilder von Ernst v. Dombrowski. Schrift von Thea Röttger. Rudolf Schneider, Reichenau (1935), DNB.
- Ewiges Deutschland. Ein deutsches Hausbuch. Herausgegeben vom Winterhilfswerk des Deutschen Volkes. Folge 3 (1941) sowie Folge 4 (1942). Westermann, Braunschweig (u. a.), OBV.
- ab 1953 Illustrationen in: Eckartbote der Österreichischen Landsmannschaft, OBV, bzw. Eckartbote deutscher Kultur- und Schutzarbeit, OBV.[20]
- Geträumte Welt. 40 ausgewählte Holzschnitte. Engelhornverlag A. Spemann, Leinfelden bei Stuttgart 1953, Permalink DNB.
- Das Roserl. Eine Geschichte mit 109 Holzschnitten des Verfassers. 3. Auflage. Leopold Stocker Verlag, Graz 1959, OBV.
- Johann Peter Hebel, Der Bergmann von Falun. Holzstiche von Ernst von Dombrowski. Aus Anlass des 10-jährigen Bestehens des „Leobener Arbeitskreises“ wurde diese Ausgabe herausgebracht. Leobener grüne Hefte, Band 42, Montan-Verlag, Wien 1960, OBV.
- Victoria und andere Erzählungen. Mit Holzschnitten des Verfassers. Leopold Stocker Verlag, Graz/Stuttgart 1960, OBV.
- Das Micherl. Eine Geschichte mit 58 Zeichnungen des Verfassers. Leopold Stocker Verlag, Graz/Stuttgart 1963, OBV.
- Der Holzschneider Dombrowski – Leben und Werk. Verlag Styria, Graz 1964, OBV.
- Geliebter Holzkopf. Ein Buch für alle, die Kinder lieben. R. Schneider, München 1965, OBV.
- Gabriel, kein Erzengel, Eine gezeichnete Erzählung. R. Schneider, München 1966, OBV.
- Nur ein Hund. Eine menschliche Geschichte mit 23 Holzstichen. R. Schneider, München 1966, OBV.
- Das Lamm im verlorenen Haufen. Skizzen und Erinnerungen aus zwei großen Kriegen. R. Schneider, München 1966, OBV.
- Gefährliche Reise. Zwei Erzählungen mit 27 Holzschnitten des Verfassers. R. Schneider, München 1967, OBV.
- Gottes ist die Stille, des Teufels ist der Lärm. Nachdenkliche Geschichten und Bilder. R. Schneider, München 1967.
- Adalbert Stifter (Ill.): Der heilige Abend. Erscheint aus Anlaß von Stifters 100. Todestag am 28. Jänner 1863. Originalholzschnitte: Ernst von Dombrowski. Neugebauer Preß, Bad Goisern 1967, DNB.
- Hutzel und Wutzel. R. Schneider, München 1967.
- Räuberlegenden. Zwei Erzählungen. Mit 22 Holzschnitten des Verfassers R. Schneider, München 1967.
- Seht, ein Kind ist uns geboren. Eine Weihnachtsgeschichte. (Mit sechzehn Holzschnitten des Verfassers). R. Schneider, München 1967.
- Das Glück. Zwei Erzählungen: Das Glück, Der Rossapfel. (Mit 28 Zeichnungen des Verfassers). R. Schneider, München 1968, OBV.
- Johann und Johanna. Eine Erzählung mit 29 Zeichnungen des Verfassers. R. Schneider, München 1968.
- Von unserer lieben Frau. Zwölf Legenden. (Mit 40 Holzschnitten des Verfassers). R. Schneider, München 1968.
- Clemens Brentano (Ill.): Geschichte vom braven Kasper und dem schönen Annerl. R. Schneider, München 1969.
- Carl Julius Haidvogel (Ill.): Bomm. Heitere Verse für große Kinder. Österreichische Verlagsanstalt, Wien 1969, OBV.
- Peter Rosegger, (Ill.): Das Dasein ist köstlich, Sinnsprüche. R. Schneider, München 1969, ISBN 3-7955-0024-9.
- Das Marmorbild. Eine Erzählung. (Mit 31 Zeichnungen des Verfassers). R. Schneider, München 1969, OBV.
- Das Tagebuch der Eva-Maria. Von Tieren und Blumen und Menschen, die von beiden das Beste besitzen. Mit Worten zu Bildern geformt und mit Holzstichen beschrieben. R. Schneider, München 1969.
- Karl Heinrich Waggerl (Ill.): „Und es begab sich …“ Inwendige Geschichten um das Kind von Bethlehem. 33. Auflage. O. Müller, Salzburg 1969, OBV.
- Das Hochzeitskleid. Eine Erzählung. (Mit 24 Holzschnitten des Verfassers). R. Schneider, München 1970, OBV.
- Karl Heinrich Waggerl (Ill.): Die Schöpfung und weitere Legenden. Mit vielen Holzschnitten von Ernst von Dombrowski. R. Schneider, München 1970, Permalink DNB.
- Liebes, kleines Pferd. Ein Loblied auf die Isländer. (Mit 98 Zeichnungen des Verfassers und einem Nachwort von Norgard Pirker). R. Schneider, München 1970, OBV.
- Mirabell. Das Geheimnis der Engelstiege in Salzburg. Vier Erzählungen. (Mit 22 Holzschnitten des Verfassers). R. Schneider, München 1970, OBV.
- Uschi und die Rache an Camarillis. Eine Erzählung. (Mit 21 Holzschnitten des Verfassers). R. Schneider, München 1970.
- Der Verlobungsring. Zwei Erzählungen. (Mit 18 Holzschnitten des Verfassers). R. Schneider, München 1970, OBV.
- Manfred Jasser (Ill.): Die Dummheit und das Glück. Achtzehn Ausflüge in die menschliche Natur. R. Schneider, München 1971, OBV.
- (Ill.), Hans Lehnacker: Der Zeichner Dombrowski. Eine Auswahl seiner liebsten Zeichnungen verbunden mit einigen Gedanken über die Kunst von Ernst von Dombrowski zum 75. Geburtstag seinen Freunden gewidmet. R. Schneider, München 1971, OBV.
- Karl Springenschmid (Ill.): Liebe zählt die Tage nicht. Herzhafte Geschichten im Jahreslauf. R. Schneider, München 1971, OBV.
- Karl Heinrich Waggerl (Ill.): Aus meiner Heimat. Erzählungen. Pinguin Verlag (u. a.), Innsbruck (u. a.) 1972, OBV.
- Kinder. Zeichnungen, Geschichten und Gedanken. R. Schneider, München 1972, OBV.
- Tänzerinnen. Zeichnungen und Gedanken. R. Schneider, München 1972, OBV.
- Vom wunderbaren Leben. Vier Erzählungen. (Mit 14 Zeichnungen des Verfassers). R. Schneider, München 1972, OBV.
- Das blinde Mädchen. Die Geschichte einer Liebe. (Mit 10 Zeichnungen des Verfassers). R. Schneider, München 1972, OBV.
- (Ill.), Hans Lehnacker: Leben und Werk eines Holzschneiders. R. Schneider, München 1973, OBV.
- Das goldene Zeitalter. Vom gerechten Staat der Holzköpfe. Erzählt und in Holz gestochen. R. Schneider, München 1974, OBV.
- Aus meiner Distelzeit. Gestalten aus klassischen Komödien und Dramen. R. Schneider, München 1975, OBV.
- Jeremias Gotthelf, Franz Oswald (Hrsg.) (Ill.): Liebe ist noch mehr als Sonne. Trost- und Merkbüchlein für alle Tage des Jahres. R. Schneider, München 1975, OBV.
- Adalbert Stifter. 68 Zeichnungen zu dem Werk des Dichters. R. Schneider, München 1976, OBV.
- Der liebe Gott spricht zu den Kindern, den Tieren und den Blumen und zu den alten Menschen. Erzählt und gezeichnet von Ernst von Dombrowski. R. Schneider, München 1976, ISBN 3-7955-0085-0.
- Das Distelpeterl. R. Schneider, München 1977, OBV.
- Paula Grogger (Ill.): Der himmlische Geburtstag. Ein Weihnachtsmärchen. Styria, Graz 1977, ISBN 3-222-11036-0.
- Hutzlwutzl und das Schlossgespenst. R. Schneider, München 1977, OBV.
- Hutzlwutzl und die Räuber. R. Schneider, München 1977, OBV.
- Manfred Jasser (Ill.): Kinder musizieren. R. Schneider, München 1977, ISBN 3-7955-0099-0.
- Jan Twardowski (Ill.): Fröhlich auf dem Weg zu Gott. Geschichten, nicht nur für Kinder. Illustriert von Ernst von Dombrowski. Aus dem Polnischen von Theo Mechtenberg. Styria, Graz 1980, ISBN 3-222-11251-7.
- Meine erste Liebe. Eine Erzählung aus meiner Bubenzeit. R. Schneider, München 1980, ISBN 3-7955-0135-0.
- Der verlorene Prinz. Verlag Styria, Graz/Wien/Köln 1980, OBV.
- Das Roserl und das Micherl. Neue Taten und Abenteuer, aufgeschrieben und aufgezeichnet vom Verfasser. Stocker, Graz (u. a.) 1983, OBV.
- Manfred Jasser (Ill.): Von den Männern – ihrer Stärke, ihren Schwächen und anderem. Und ihrer tierischen Verwandtschaft. Saupe & Co., München 1983, OBV.
- Erna Blaas (Ill.): Der Garten Mirabell. Eigenverlag, Salzburg 1987, OBV.
- Helmut Zöpfl (Ill.): Es geschah zur Nacht. Das große alpenländische Vorlesebuch für den Weihnachtsfestkreis. Ludwig, München 1992, ISBN 3-7787-3435-0.
- Heinrich Zillich (Ill.): Deutsche Weihnacht in Ost und West. Eckartschriften, Band 139. Österreichische Landsmannschaft, Wien 1996, OBV.
- Trost durch deiner Seele Kraft. Holzschneider, Zeichner, Maler, Dichter. Bilder und Gedanken. Schneider, Giesen/Hasede 1999, ISBN 3-7955-0254-3.
- Jean-Dominique Fabre (Ill.): Christliche Mutterschaft. Rex-Regum-Verlag, Jaidhof 2003, ISBN 3-901851-28-3.
- Jean-Dominique Fabre (Ill.): Christliche Vaterschaft. Rex-Regum-Verlag, Jaidhof 2003, ISBN 3-901851-29-1.
- Holzschnitte. Freundesgabe beinhaltet persönliche Sammlung von Holzschnitten. Fünf Bände. Eigenvervielfältigung, Giesen/Hasede bei Hildesheim 2003, OBV.

## Preise, Auszeichnungen
- Ehrenkreuz für Wissenschaft und Kunst I. Klasse (1970)
- Privat-Rosegger-Ehrenpreis (1971)[21]
- Großes Ehrenzeichen für Verdienste um die Republik Österreich (1983)

## Stiftung
Im Jahr 1981 haben Dombrowski und seine Frau Rosa die Ernst-und-Rosa-von-Dombrowski-Stiftung in ihrem Erbvertrag ins Leben gerufen, die mit dem Tod seiner Frau im Jahr 1986 wirksam wurde. Mit dem Ernst-und-Rosa-von-Dombrowski-Stiftungspreis werden seit 1988 bildende Künstler, Schriftsteller und Komponisten aus der Steiermark ausgezeichnet.